# Judo-Afrikameisterschaften 2016
Die Judo-Afrikameisterschaften 2016 fanden am 8. und 9. April 2016 im tunesischen Tunis statt.

## Ergebnisse

### Männer
| Gewichtsklasse                 | Gold                  | Silber               | Bronze                                     |
| ------------------------------ | --------------------- | -------------------- | ------------------------------------------ |
| Superleichtgewicht (bis 60 kg) | Ahmed Abdelrahman     | Fraj Dhouibi         | Mohamed Elhadi El Kawisah Salim Rabahi     |
| Halbleichtgewicht (bis 66 kg)  | Imad Bassou           | Mohamed Abdelmawgoud | Bassem Mtiri Houd Zourdani                 |
| Leichtgewicht (bis 73 kg)      | Mohamed Mohyeldin     | Ahmed El Meziati     | Fethi Nourine Hamza Barhoumi               |
| Halbmittelgewicht (bis 81 kg)  | Mohamed Abdelaal      | Ali Hazem            | Abdelaziz Ben Ammar Hamza Drid             |
| Mittelgewicht (bis 90 kg)      | Abderrahmane Benamadi | Zack Piontek         | Oussama Mahmoud Snoussi Imad Abdellaoui    |
| Halbschwergewicht (bis 100 kg) | Ramadan Darwish       | Lyes Bouyacoub       | Anis Ben Khaled Seidou Nji Mouluh          |
| Schwergewicht (über 100 kg)    | Faicel Jaballah       | Mohammed Tayeb       | Mohamed El Mehdi Lili Ahmed Wahid          |
| Offene Klasse                  | Faicel Jaballah       | Dieudonné Dolassem   | Mohamed Sofiane Belrekaa Seidou Nji Mouluh |

### Frauen
| Gewichtsklasse                 | Gold                | Silber           | Bronze                                  |
| ------------------------------ | ------------------- | ---------------- | --------------------------------------- |
| Superleichtgewicht (bis 48 kg) | Taciana Lima        | Olfa Saoudi      | Asaramanitra Ratiarison Sabrina Saidi   |
| Halbleichtgewicht (bis 52 kg)  | Hela Ayari          | Meriem Moussa    | Faiza Aissahine Salimata Fofana         |
| Leichtgewicht (bis 57 kg)      | Ratiba Tariket      | Paule Sitcheping | Zouleiha Abzetta Dabonne Nesria Jelassi |
| Halbmittelgewicht (bis 63 kg)  | Meriem Bjaoui       | Rizlen Zouak     | Imene Agouar Szandra Szögedi            |
| Mittelgewicht (bis 70 kg)      | Assmaa Niang        | Houda Miled      | Antónia Moreira de Fátima Amina Belkadi |
| Halbschwergewicht (bis 78 kg)  | Vanessa Mballa      | Sarra Mzougui    | Kaouthar Ouallal Sarah Myriam Mazouz    |
| Schwergewicht (über 78 kg)     | Nihel Cheikh Rouhou | Sonia Asselah    | Nadine Wetie Diodjo Monica Sagna        |
| Offene Klasse                  | Vanessa Mballa      | Sonia Asselah    | Monica Sagna Nihel Cheikh Rouhou        |

## Medaillenspiegel
| Platz | Nation         | Gold | Silber | Bronze | Gesamt |
| ----- | -------------- | ---- | ------ | ------ | ------ |
| 1.    | Tunesien       | 5    | 4      | 7      | 16     |
| 2.    | Ägypten        | 4    | 2      | 1      | 7      |
| 3.    | Algerien       | 2    | 5      | 11     | 18     |
| 4.    | Kamerun        | 2    | 2      | 3      | 7      |
| 5.    | Marokko        | 2    | 2      | 1      | 5      |
| 6.    | Guinea-Bissau  | 1    | 0      | 0      | 1      |
| 7.    | Südafrika      | 0    | 1      | 0      | 1      |
| 8.    | Elfenbeinküste | 0    | 0      | 2      | 2      |
| 8.    | Senegal        | 0    | 0      | 2      | 2      |
| 10.   | Angola         | 0    | 0      | 1      | 1      |
| 10.   | Gabun          | 0    | 0      | 1      | 1      |
| 10.   | Ghana          | 0    | 0      | 1      | 1      |
| 10.   | Libyen         | 0    | 0      | 1      | 1      |
| 10.   | Madagaskar     | 0    | 0      | 1      | 1      |